# Pekingi Nyilatkozat (2024)
A Pekingi Nyilatkozat, hivatalos nevén Pekingi nyilatkozat a megosztottság lezárásáról és a palesztin nemzeti egységről (arabul: اعلان بكين لإنهاء الانقسام وتعزيز الوحدة الوطنية الفلسطينية) egy 2024. július 23-án kelt egyezmény tizennégy palesztin szervezet közt, nézeteltéréseik és viszonyuk rendezéséről, a palesztin egység megteremtéséről a Palesztinai Felszabadítási Szervezet keretein belül.
Az egyezmény aláírói:
- Palesztin Nemzeti Felszabadítási Mozgalom
- Hamász
- Iszlamista Dzsihád Mozgalom Palesztinában
- Népi Front Palesztina Felszabadításáért (PFLP)
- Demokratikus Front Palesztina Felszabadításáért (DFLP)
- Palesztin Néppárt (PPP)
- Palesztin Népi Harc Frontja (PPSF)
- Palesztin Nemzeti Kezdeményezés (PNI)
- Népi Front Palesztina Felszabadításáért-Főparancsnokság (PFLP-GC)
- Palesztin Demokratikus Unió (FIDA)
- Palesztinai Felszabadítási Front (PLF)
- Arab Felszabadítási Front (ALF)
- Palesztinai Arab Front (PAF)
- esz-Száka

Minden aláíró elkötelezte magát a Palesztinai Felszabadítási Szervezetben való együttműködésre és minden, a palesztin népnek szülőföldjéről történő elűzésére tett kísérlet megakadályozására, valamint hangsúlyozták a palesztin népnek a nemzetközi jog és az ENSZ Alapokmánya által megerősített jogát az izraeli megszállással szembeni ellenállásra.